# Isbrand van Diemerbroeck

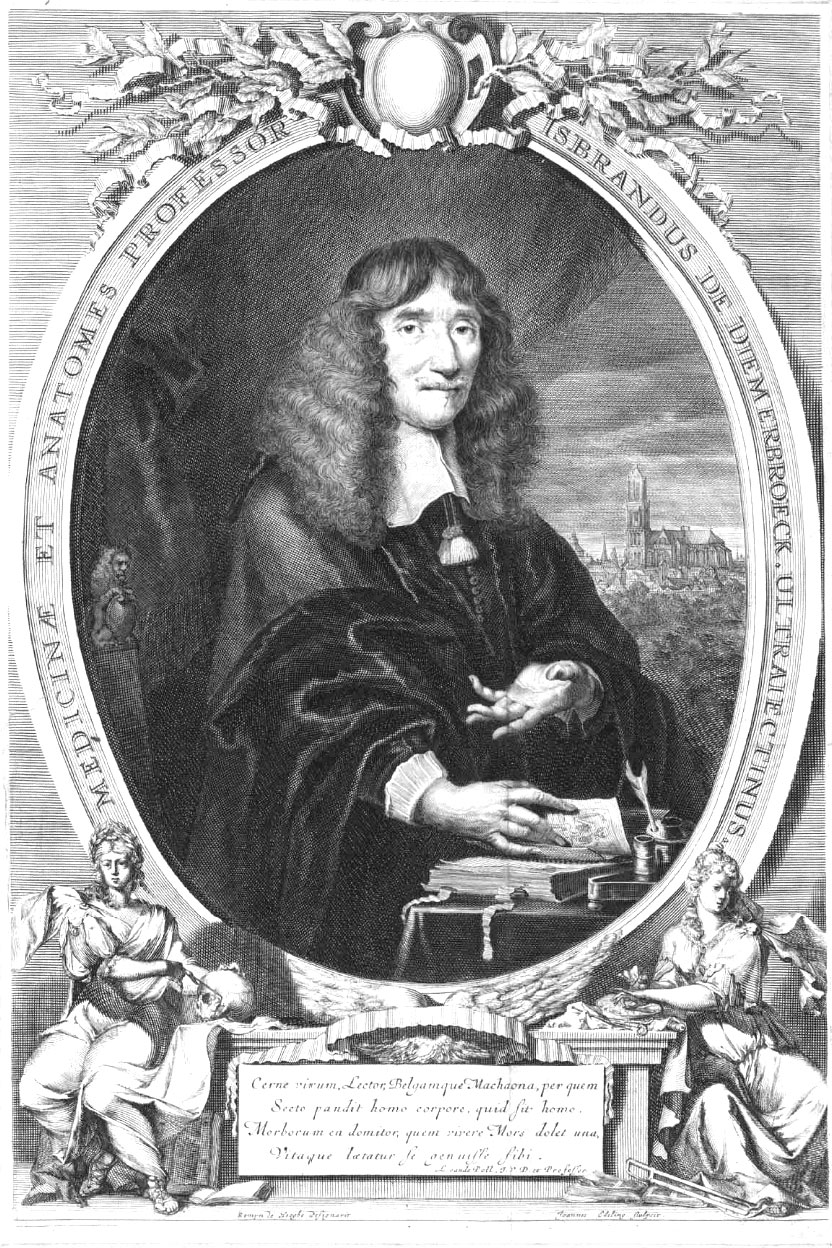
Isbrand van Diemerbroeck

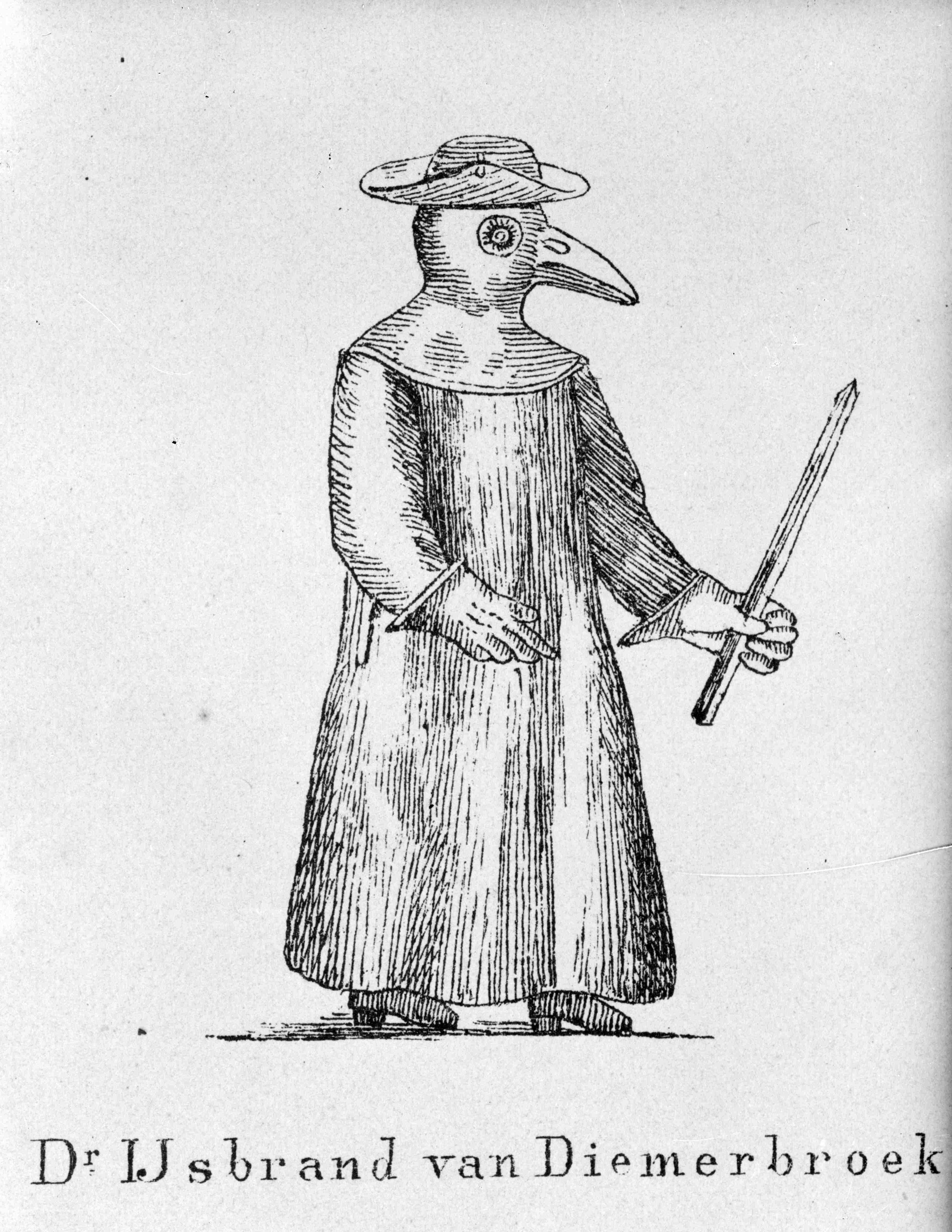
Isbrand van Diemerbroeck als Pestdoktor

Isbrand van Diemerbroeck (auch: Ysbrand, IJsbrand van Diemerboeck; * 13. Dezember 1609 in Montfoort; † 17. November 1674 in Utrecht) war ein niederländischer Mediziner.

## Leben
Der Sohn des Bürgermeisters Gisbert van Diemerbroeck und dessen Frau Magdalena Sasse hatte die Lateinschule in Utrecht besucht und 1627 an der Universität Leiden ein Studium aufgenommen. Hier besuchte er die Vorlesungen von Daniel Heinsius (1580–1655) in Literatur, von Caspar van Baerle (1584–1648) in Philosophie und von Otto Heurnius (1577–1652) in Medizin. Er setzte seine Studien in Frankreich fort, wo er an der Universität Angers zum Doktor der Philosophie und Medizin promoviert wurde. Er kehrte in seine Heimat zurück und ließ sich in Nimwegen als Arzt  nieder, wo 1635 die Pest auftrat und bis 1637 6000 Menschen dahinraffte. Während dieser Zeit setzte sich Diemerbrock aufopfernd für das Wohl seiner Mitmenschen ein und veröffentlichte 1644 eine Schrift über die Erfahrungen mit der furchtbaren Seuche. Bereits 1636 war er bei einem Gehalt von 150 Gulden zweiter Stadtarzt von Nimwegen geworden.
1649 wurde er zum außerordentlichen Professor der Medizin an die Universität Utrecht berufen und am 7. April 1651 zum ordentlichen Professor für Anatomie und Medizin ernannt. Obwohl er der Remonstrantischen Bruderschaft angehörte, gab es seitens der Regierung keine Einwände gegen ihn. Seine Vorlesungen lockten eine große Zahl von Studenten an die Universität Utrecht. Sein Hauptwerk ist Anatome corporis humani . . . Diemerbroeck beteiligte sich auch an den organisatorischen Aufgaben der Utrechter Hochschule und war in den Jahren 1655/56 sowie 1668/69 Rektor seiner Alma Mater.
Aus seiner am 17. Oktober 1642 geschlossenen Ehe mit Elisabeth van Gessel ging der Sohn Tiemann van Diemerbroeck hervor, der später Apotheker in Utrecht wurde.

## Werke
- De peste libri quatuor, truculentissimi morbi historiam ratione et experientia confirmatam exhibentes. Arnheim 1644 (und 1646). Amsterdam 1645, Dieses Werk erschien mit anderen Abhandlungen 1721 in Genf und 1711 unter dem Titel: Tractaat over de Pest. Amsterdam 1711.
  - Tractatus de peste in quatuor libros distinctus, truculentissimi morbi historiam ratione et experientia confirmatam exhibens. in der Google-Buchsuche Joan Blaeu, Amsterdam, 1665
- Oratio de reducenda ad medicinam chirurgia. Utrecht 1649.
- Disputationem practicarum pars prima et secunda, de morbis capitis et thoracis. Utrecht 1664.
- Anatome corporis humani plurimis novis inventis instructa variisque observationibus et paradoxis, cum medicis, tum physiologicis adornata. Utrecht 1672, Genf 1679, Leiden 1679, in französischer Sprache 1695.
- Tractatus de variolis et morbillis.
- Historia rarissimorum morborum et vulnerum.

Seine Werke wurden von seinem Sohn herausgegeben, nach seinem Tod unter dem Titel:
- Opera omnia anatomica et medica, cum fig. 2. Bände. Utrecht 1685, Genf 1687.